# Вы думаете, что я вас не переиграю? Я вас уничтожу!

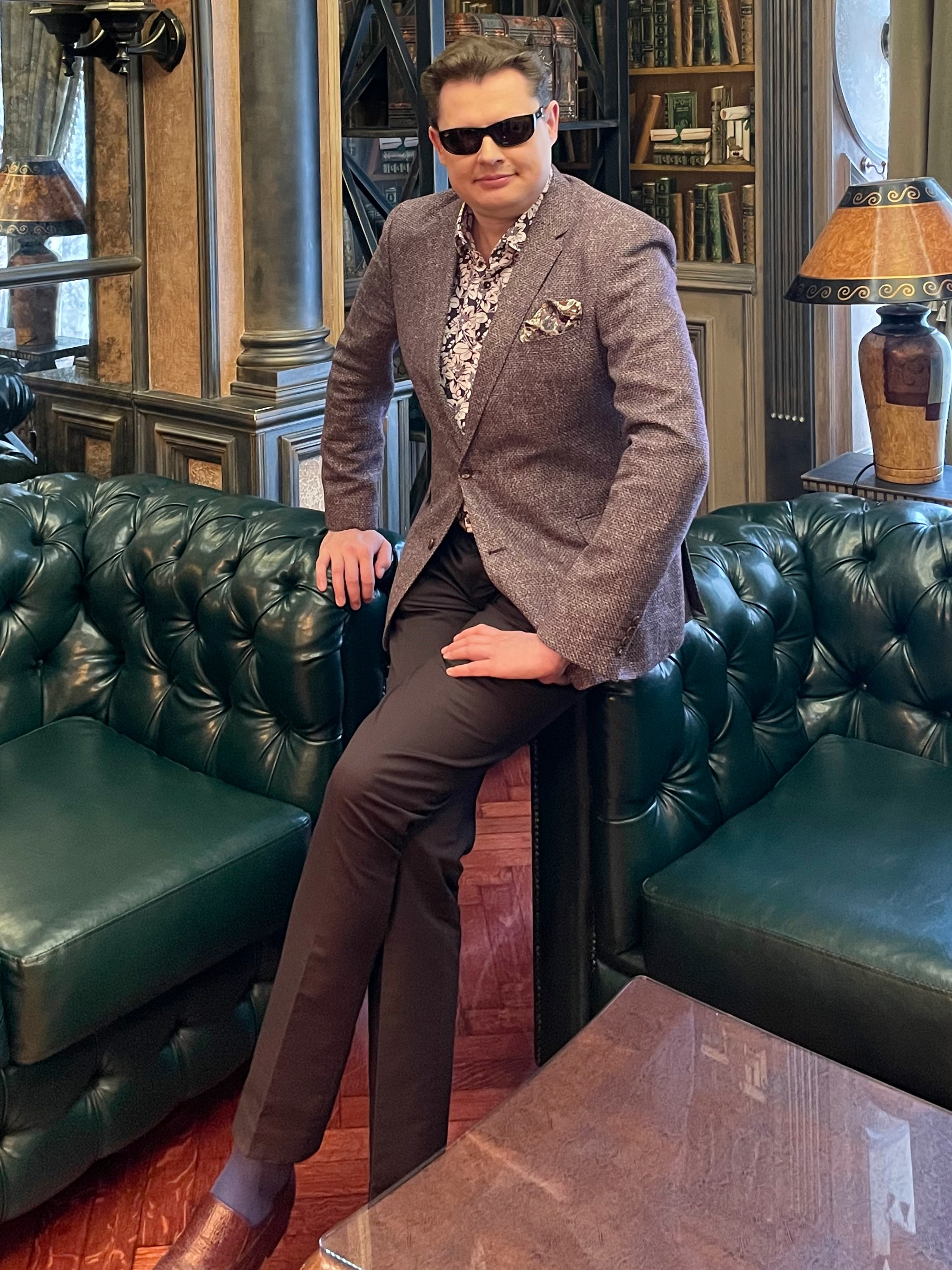
Евгений Понасенков

«Вы думаете, что я вас не переиграю? Я вас уничтожу!» (также «Переиграл и уничтожил») — фраза, произнесённая российским публицистом Евгением Понасенковым, широко известным под псевдонимом «Гениальный Маэстро», ставшая интернет-мемом. Благодаря ей и ещё нескольким другим фразам Понасенков обрёл свою популярность.

## История
В 2017 году вышла книга Понасенкова «Первая научная история войны 1812 года», в которой Понасенков подчёркивал, что не Наполеон I развязал эту войну и что отчасти виновата и Российская империя. Публицист утверждал, что историк Олег Соколов (который впоследствии убил и расчленил аспирантку СПбГУ Анастасию Ещенко) позаимствовал отрывки из его монографии, а потому Понасенков подал на него в суд.
Книга «Первая научная история войны 1812 года» неоднократно подвергалась остракизму со стороны некоторых специалистов. Однако Понасенков, не имея даже диплома о высшем образовании, заявил критикам, что у него достаточно научной подготовки, чтобы ответить всем оппонентам. В видеоролике, опубликованном 21 июля 2019 года, он произнёс:
Вот всей швали моих критиков, моих завистников… Вы думаете, что с человеком, который вот до такой степени точно исследует тему, можно спорить? Вы думаете, что я вас не переиграю, что я вас не уничтожу? Я вас уничтожу!
Последние два предложения с течением времени обрели популярность и разлетелись по мемам.

## Использование
Цитата в основном используется в качестве предупреждения хейтерам и для того, чтобы в иронической форме показать превосходство над оппонентом. Её используют как в сочетании с изображениями в классических мемах, так и в качестве крылатой фразы, например, в социальных сетях «Твиттер» и «ВКонтакте». Среди прочего фраза Понасенкова в 2020 году стала мемом в TikTok. Основываясь на аудио оригинального видео, люди публикуют ироничные ролики, нацеленные на оппонентов.
В конце апреля 2020 года оппозиционный деятель Алексей Навальный опубликовал мем со шведской активисткой Гретой Тунберг вместе с цитатой Понасенкова без указания авторства. Понасенков обвинил политика в плагиате. Навальный ответил, что это мем, автора которого все и так знают. Понасенкова данный ответ устроил: публицист сказал, что он по натуре «очень добрый и день солнечный» и что «уже переиграл» Навального, которого «уничтожать пока не будет».
19 ноября 2020 года видеоблогер и диджей 55х55 выпустил видеоклип «Я вас уничтожу» с переделанными словами Понасенкова. По состоянию на октябрь 2024 года ролик набрал более 12 млн просмотров.
В конце 2020 года пользователи социальной сети «ВКонтакте» выбрали главные мемы через голосование в мини-приложении «Битва мемов». В итоге «Вконтакте» включила мем «Я вас уничтожу» в 10 самых популярных среди пользователей мемов 2020 года (5-е место).